# Eurycorypha lesnei
Eurycorypha lesnei är en insektsart som beskrevs av Lucien Chopard 1936. Eurycorypha lesnei ingår i släktet Eurycorypha och familjen vårtbitare. Inga underarter finns listade i Catalogue of Life.